# Gödersheimer Ölmühle
Die Gödersheimer Ölmühle steht am Neffelbach bei Wollersheim im Kreis Düren.
Die Gödesheimer Mühle wurde im 16. Jahrhundert erbaut und war auch unter den Namen Ohligsmühle und Baursmühle bekannt. Sie war zeitweise nach dem jeweiligen Besitzer benannt. Johann Wilhelm Baur aus Embken wird 1820 als Eigentümer genannt. Bis zum Ersten Weltkrieg wurde in der Mühle Raps und Mohn zu Öl geschlagen. Später wurde die Mühle zu einem Wohnhaus umgebaut.